# N330 (België)
De N330 is een gewestweg in België tussen Oostduinkerke (N34) en Avekapelle (N35). De weg heeft een lengte van ongeveer 8 kilometer.
De gehele weg bestaat uit twee rijstroken voor beide rijrichtingen samen.

## Plaatsen langs N330
- Oostduinkerke
- Wulpen
- Avekapelle

## N330a
De N330a is een verbinding tussen de N330 in Oostduinkerke met de N39a in Wulpen. De weg heeft een lengte van ongeveer 1 kilometer en verloopt via de Nieuwstraat. In Wulpen kruist de weg het Kanaal Nieuwpoort-Duinkerke. Deze brug is alleen geschikt voor verkeer met een maximaal gewicht van 3,5 ton.